# Caprese Michelangelo
Caprese es un municipio italiano de 1622 habitantes de la provincia de Arezzo, en Italia. Caprese fue la villa natal de Miguel Ángel Buonarroti, nacido el 6 de marzo de 1475, y de Giovanni Santini, astrónomo y matemático nacido el 30 de enero de 1787.

## Evolución demográfica
| Gráfica de evolución demográfica de Caprese Michelangelo entre 1861 y 2001 |
|                                                                            |
| Fuente ISTAT - elaboración gráfica de Wikipedia                            |

## Lugares de interés
- Museo Michelangelo
- Museo del agua y del molino
- Biblioteca Michelangesca

## Lugares de culto
- Iglesia de San Juan Bautista
- Iglesia de San Cristóbal en Monna
- Iglesia de San Pablo en Monna
- Iglesia de San Hipólito y Casiano
- Abadía de San Martín